# Iparhi logos
Iparhi Logos è il secondo album della cantante pop greca Helena Paparizou. L'album ha venduto circa 40 000 copie in Grecia ed è stato pertanto certificato disco di platino. Il 22 maggio 2007 è stata pubblicata l'edizione deluxe del disco per via della sua certificazione come disco di platino.

## Tracce
Primo disco
1. "Gigolo" (versione in greco) 3:23
2. "The Game of Love" (versione in greco e inglese) 3:09
3. "Iparhi Logos" (Υπάρχει Λόγος) 4:21
4. "Mambo!" (versione in inglese) 3:05
5. "Paradigmatos Hari" (Παραδείγματος Χάρι) 3:53
6. "O,ti Axizi Ine I Stigmes" (Ό,τι Αξίζει Είναι Οι Στιγμές) 3:38
7. "Pote Xana" (Ποτέ Ξανά) 2:54
8. "Meres Aiones" (Μέρες Αιώνες) 4:02
9. "Se Pion Na Miliso" (Σε Ποιόν Να Μιλήσω) 3:26
10. "Parapono Aimovoro" (Παράπονο Αιμόβορο) 3:59
11. "Anixan I Ourani" (Άνοιξαν Οι Ουρανοί) 3:51
12. "Panda Se Perimena (Idaniko Fili)" (Πάντα Σε Περίμενα (Ιδανικό Φιλή)) 3:48
13. "Asteria" (Αστέρια) 4:19
14. "You Set My Heart on Fire" 3:12

Secondo disco
1. "An Ihes Erthi Pio Noris" (Αν Είχες Έρθει Πιο Νωρίς) 4:05
2. "Pou Pige Tosi Agapi" (Που Πήγε Τόση Αγάπη) 3:58
3. "Me Theloun Ki Alli (Heart of Mine)" (Με Θέλουν Κι Άλλοι) 2:56
4. "Tipseis" (Τύψεις) 3:13
5. "Pote S'ena Adio" (Ποτέ Σ'ένα Αντίο) 4:21
6. "Just Walk Away" (Live) 3:42
7. "Don't Speak" (Live) 3:42
8. "Crazy" (Live) 4:18
9. "Like a Prayer" (Live) 4:05
10. "Why?" (Live) 3:42
11. "Smooth Operator" (Live) 4:09
12. "Can't Help Falling in Love" (Live) 3:00
13. "Outside" (Live) 3:55
14. "To Fos Sti Psyhi" (Live) (Το Φως Στη Ψυχή) 2:30
15. "Iparhi Logos" (Remix) 4:19

Terzo disco (solo edizione deluxe)
1. "Mazi Sou" (Μαζί Σου) 3:22
2. "Min Fevgeis" (Μην Φεύγες) 4:11
3. "Le Temps des Fleurs" 3:25
4. "An Esy M'agapas" (Αν Εσύ Μ'αγαπάς) 4:14
5. "Fos" (Φως) 3:08
6. "Pou Pige Tosi Agapi" (Remix) 3:58
7. "I Agapi Sou De Meni Pia Edo (Aşkın Açamadığı Kapı)" (Remix) 3:51

## Classifiche
| Classifica (2006) | Posizione massima |
| ----------------- | ----------------- |
| Cipro             | 1                 |
| Grecia            | 1                 |